# Callionymus fasciatus
Callionymus fasciatus е вид бодлоперка от семейство Callionymidae. Видът не е застрашен от изчезване.

## Разпространение и местообитание
Разпространен е в Албания, Босна и Херцеговина, Грузия (Абхазия), Гърция (Егейски острови и Крит), Гърция (Егейски острови и Крит), Европейска част на Русия, Италия (Сардиния и Сицилия), Италия (Сардиния и Сицилия), Словения, Турция, Украйна (Крим), Франция (Корсика), Хърватия и Черна гора.
Обитава крайбрежията и пясъчните дъна на морета и заливи.

## Описание
На дължина достигат до 12 cm.